# Junonia oenone
Junonia oenone är en fjärilsart som beskrevs av Carl von Linné 1764. Junonia oenone ingår i släktet Junonia och familjen praktfjärilar. IUCN kategoriserar arten globalt som livskraftig. Inga underarter finns listade i Catalogue of Life.

## Bildgalleri

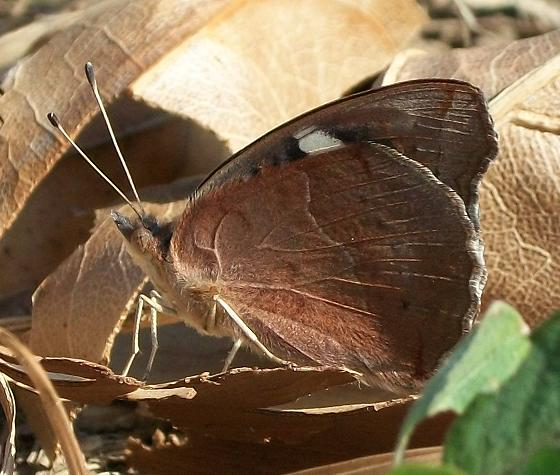